# Enjeu militaire du barrage d'Éguzon
 (juin 2024).
La mise en forme du texte ne suit pas les recommandations de Wikipédia : il faut le « wikifier ».
Les points d'amélioration suivants sont les cas les plus fréquents. Le détail des points à revoir est peut-être précisé sur la page de discussion.
- Les titres sont pré-formatés par le logiciel. Ils ne sont ni en capitales, ni en gras.
- Le texte ne doit pas être écrit en capitales (les noms de famille non plus), ni en gras, ni en italique, ni en « petit »…
- Le gras n'est utilisé que pour surligner le titre de l'article dans l'introduction, une seule fois.
- L'italique est rarement utilisé : mots en langue étrangère, titres d'œuvres, noms de bateaux, etc.
- Les citations ne sont pas en italique mais en corps de texte normal. Elles sont entourées par des guillemets français : « et ».
- Les listes à puces sont à éviter, des paragraphes rédigés étant largement préférés. Les tableaux sont à réserver à la présentation de données structurées (résultats, etc.).
- Les appels de note de bas de page (petits chiffres en exposant, introduits par l'outil «  Source ») sont à placer entre la fin de phrase et le point final[comme ça].
- Les liens internes (vers d'autres articles de Wikipédia) sont à choisir avec parcimonie. Créez des liens vers des articles approfondissant le sujet. Les termes génériques sans rapport avec le sujet sont à éviter, ainsi que les répétitions de liens vers un même terme.
- Les liens externes sont à placer uniquement dans une section « Liens externes », à la fin de l'article. Ces liens sont à choisir avec parcimonie suivant les règles définies. Si un lien sert de source à l'article, son insertion dans le texte est à faire par les notes de bas de page.
- La présentation des références doit suivre les conventions bibliographiques. Il est recommandé d'utiliser les modèles {{Ouvrage}}, {{Chapitre}}, {{Article}}, {{Lien web}} et/ou {{Bibliographie}}. Le mode d'édition visuel peut mettre en forme automatiquement les références.
- Insérer une infobox (cadre d'informations à droite) n'est pas obligatoire pour parachever la mise en page.

Pour une aide détaillée, merci de consulter Aide:Wikification.
Si vous pensez que ces points ont été résolus, vous pouvez retirer ce bandeau et améliorer la mise en forme d'un autre article.
Pour un article plus général, voir Barrage d'Éguzon.

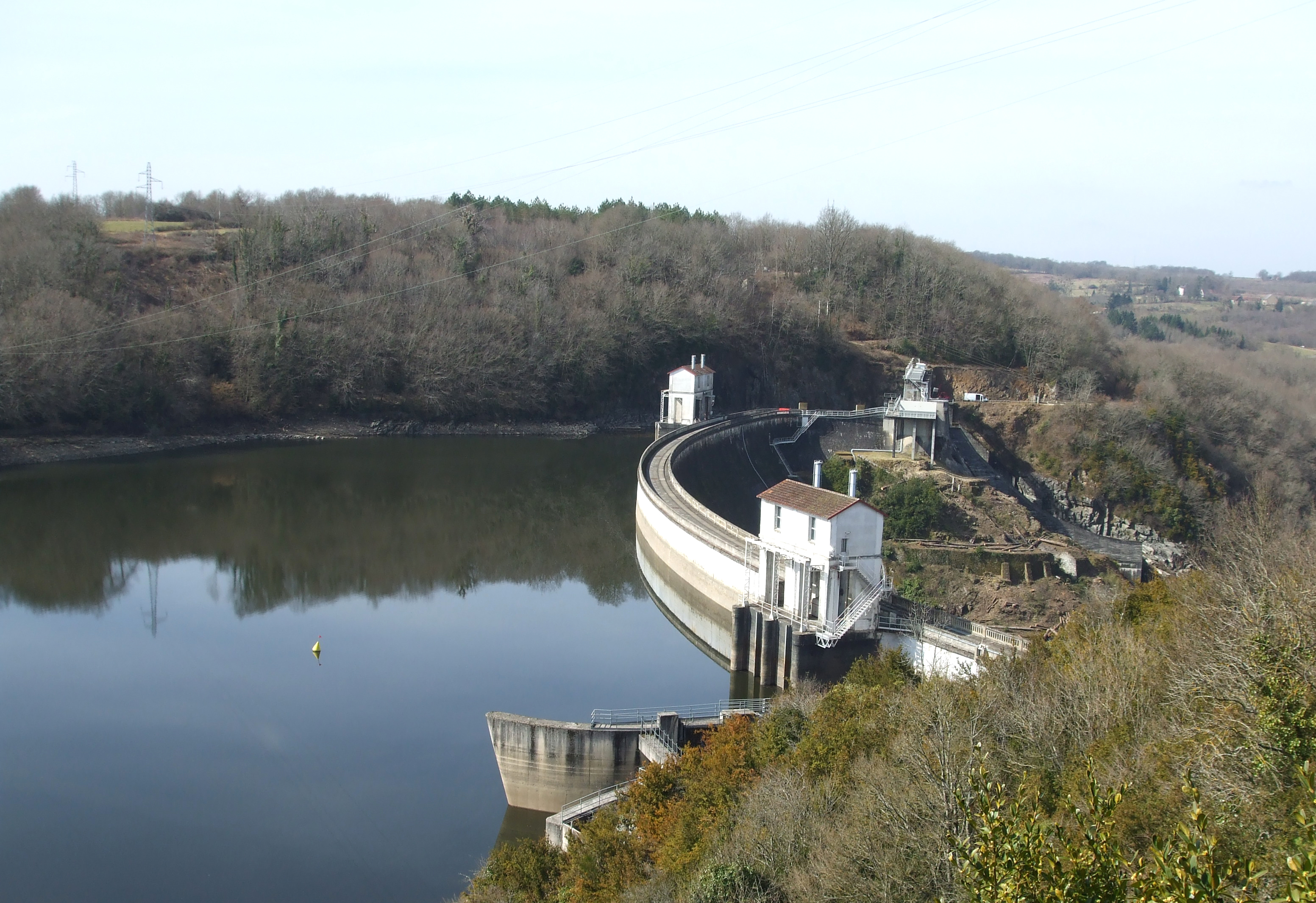
Le barrage d'Éguzon en 2009

Lorsqu'il est mis en service en 1926, le barrage hydroélectrique d'Éguzon, sur la Creuse, est le plus puissant d’Europe. À partir de 1940, sa production électrique et sa distribution par le réseau de transport d'électricité interconnecté constituent un enjeu stratégique important pour l’occupant allemand. Le courant produit est acheminé vers Bourges et Saumur, puis Paris, Caen, Saint-Lô et la Bretagne, et vers le Massif central. Il alimente ainsi des usines travaillant pour l'Allemagne, des lignes ferroviaires importantes pour le transport militaire comme celle de Paris à Toulouse, et une partie de l'agglomération parisienne, pour laquelle l'électricité est pendant la guerre la seule source importante de chauffage.

## Les moyens de défense allemands
Dans un premier temps, le barrage ne parait pas menacé. Il est situé dans la partie de la France dite libre, loin des zones d'intervention des premiers raids alliés, et la Résistance ne s'est pas encore organisée.
Le premier sabotage à la sortie du barrage, le 10 octobre 1942 par André Chauvat, met les Allemands en alerte. Le 19 novembre, c'est-à-dire dès l'occupation de la zone libre, un détachement de pionniers allemands d'Electrica venu de Bordeaux prend le contrôle technique des installations. En 1943, le barrage est mis par les Allemands sous leur garde directe. Le 25 mai, un bataillon de la Luftwaffe, comprenant une compagnie de la Flak (artillerie antiaérienne), une section du génie et une compagnie d'aérostats s'installe et des batteries et des fortins en béton sont mis en place autour du barrage. Les moyens sont considérables : 5 batteries de DCA, chacune de 3 canons, 18 ballons, 2 officiers, 400 hommes. Le nombre de ballons augmente ensuite jusqu'à 32. En mars 1944, il y a 10 canons de 37 mm et 5 canons légers. 
En mai 1944, l'artillerie reste en place mais les moyens en personnel sont réduits aux 180 hommes desservant les batteries et les ballons. La garde du barrage est confiée le 23 mai au Premier régiment de France qui y affecte 200 hommes commandés par le capitaine Calvel. Aux alentours, la protection du barrage est assurée par le GMR d'Argenton-sur-Creuse, un détachement du Premier régiment de France stationné à Vaussujean et les brigades de gendarmerie de la région.

## Les actions de la Résistance
Les Alliés sont tout aussi conscients de l'importance stratégique du barrage. Dans un premier temps, le SOE anglais, actif dans l'Indre dès 1941, souhaite faire sauter le barrage. Les Résistants s'y opposent, pour conserver l'outil de production et éviter en cas de rupture soudaine du barrage la destruction des agglomérations en aval sur la Creuse, comme Argenton-sur-Creuse. Ils s'engagent en revanche à procéder à des destructions répétées des lignes de distribution. Du fait de l'interconnexion du réseau qui permet de dévier à la demande le transport du courant, il est important de saboter en premier lieu les lignes à la sortie de l'usine du barrage. 
Le premier sabotage est effectué le 2 octobre 1942 par un Résistant d'Argenton, André Chauvat, qui fait sauter trois pylônes à Orsennes. Un groupe de sabotage de l'Armée secrète est mis en place sous le commandement des lieutenants Camille Toussaints et André Gautron. Les sabotages se poursuivent en grand nombre pendant toute l'Occupation. Le 3 décembre 1943, la Résistance fait sauter les lignes alimentant les voies ferrées puis, le 5, les camions venus pour la remise en état. Le même 3 décembre, un artificier du groupe Armada, guidé par les Résistants, fait sauter à lui seul quatre pylônes, dont un sur une ligne de 220 000 volts, un autre le lendemain et trois le surlendemain.
La Résistance s'attaque aussi aux installations du barrage. Dans la nuit du 31 décembre 1943, Paul Vallaud qui travaille au barrage fait sauter les deux transformateurs alimentant la ligne de 220 000 volts vers Saumur. Pour éviter la destruction des pylônes de la ligne alimentant le Massif Central, les Allemands, au début de 1944, en isolent 300 par des mines antipersonnel. Les  actions de la Résistance se poursuivent. Ainsi, au début de février 1944, un grand pylône d'angle de 45 m de hauteur, alimentant une ligne de 200 000 volts, s'écroule sur trois autres, coupant l'alimentation de la voie ferrée Orléans-Limoges et l'arrivée du courant produit par le barrage de la Roche-aux-Moines. En mars, ce sont 28 pylônes qui sont détruits en une seule opération par une petite équipe qui comprend Georges Amichaud, un Résistant de 16 ans.
À partir du débarquement allié en Normandie, les actions se multiplient. La Résistance est devenue puissante autour du barrage : elle comprend 500 hommes sous les ordres directs du colonel Roland Despains qui commande les FTP de la région Indre-Est. Elle s'infiltre dans le personnel français qui travaille dans le barrage. L'évacuation attendue des Allemands fait désormais craindre qu'ils ne détruisent le barrage à leur départ. Le lieutenant Joël, agent anglais du SOE, et le colonel Despains prennent un ensemble de dispositions. Roland Despains place des hommes en civil dans les installations, particulièrement dans l'usine électrique, pour prévenir des minages allemands. Les routes et cheminements qui entourent le barrage sont contrôlés. Joël entre en contact avec le colonel Ségur qui remplace le général Berlon à la tête du Premier régiment de France, pour tenter d'obtenir la neutralité des soldats français.

## La libération du barrage
Au début d'août 1944, il y a deux objectifs stratégiques clairement définis pour les Français et les Alliés : sauver de la destruction le barrage et ses installations et être en mesure à la libération du barrage de rétablir la distribution au plus vite. Les Alliés envoient un commando de 25 parachutistes de l'Office of Strategic Services (OSS) américain (commando Patrick) pour neutraliser les Allemands. Le colonel Despains réceptionne ainsi dans la nuit du 14 au 15 août 13 parachutistes puis la nuit suivante 12 autres avec leur chef, le lieutenant-colonel Serge Obolensky, largués par cinq Liberators. Les colonels Obolensky et Despains contactent le capitaine Calvel qui leur affirme qu'il a les mêmes objectifs qu'eux. Le 17 août, le commando et les Résistants achèvent leurs préparatifs pour donner l'assaut le lendemain mais le 18 au matin les Allemands évacuent le barrage et se regroupent à faible distance en un convoi de 17 camions et 4 voitures de commandement. Faute de moyens de combat terrestre suffisants, les éléments de la Luftwaffe savent qu'ils ne sont pas en mesure de franchir les barrages des Résistants. Le lendemain 19 août, une colonne allemande d'infanterie fortement armée vient de Châteauroux pour les secourir. La Résistance préfère lever ses barrages et, après la retraite des Allemands, rétablit son périmètre de défense pour empêcher tout éventuel retour. Le 20 août 1944, Éguzon fête sa libération dans la liesse, population, Résistants et Américains réunis. Aucun dispositif de minage n'est trouvé. Le barrage est mis sous la garde des FTP et des éléments du Premier régiment de France qui se sont entre-temps ralliés. Les travaux de remise en exploitation commencent aussitôt. Les deux objectifs stratégiques ont pu ainsi être atteints sans combats.

### Sources
- Jean-Paul Thibaudeau et Daniel Paquet, "Le barrage d'Éguzon, un enjeu stratégique (1941-1944)", Bulletin de l'ASPHARESD, no 19, p. 57-88, 2005  (ISSN 0769-3885)
- Serge Obolensky, Un homme dans son temps, les mémoires de Serge Obolensky (en), 433 p., McDowell, New-York, 1958
- Georgette Guéguen-Dreyfus, Résistance Indre et vallée du Cher, préface de Roland Despains, Éditions Sociales, 1972, puis ANACR, Châteauroux, 1984
- Sébastien Dallot, L’Indre sous l'occupation allemande (1940-1944), 346 p., de Borée, Clermont-Ferrand, 2001  (ISBN 2-84494-058-7) (BNF 37646831).
- Jean-Paul Gires, Le commando OSS américain du prince Obolensky et la Résistance en Berry, 173 p.  Alice Lyner, 2020  (ISBN 978-2-918352-94-5).
- John W. Shawer, "Operational Group-Patrick", chapitre 6, p. 57-66, in Office of the Strategic Services, Operational Groups in France During World War II, july-october 1944, Master of Military Art and Science, Faculty of the US Army, Fort Leavenworth, Kansas, 1993